# Corrhenes guttulata
Corrhenes guttulata är en skalbaggsart som beskrevs av Francis Polkinghorne Pascoe 1865. Corrhenes guttulata ingår i släktet Corrhenes och familjen långhorningar. Inga underarter finns listade i Catalogue of Life.